# Florin Bănescu
Florin Bănescu (n. 28 martie 1939, Armeniș, județul Caraș Severin, d. 11 iulie 2003, Arad[A]) a fost un medic, prozator, traducător și coordonator de cenaclu român. A fost membru al Uniunii Scriitorilor din România din anul 1975 și membru al Societății Medicilor Scriitori și Publiciști din România.

## Biografie
A fost fiul Elenei-Brândușa (n. Imbrea), învățătoare, și al lui Marcu Bănescu, preot ortodox, doctor în teologie. Școala primară a urmat-o în Caransebeș la „Școala de Aplicație și Liceul Traian Doda”, studiile liceale le-a urmat la Liceul „C.D. Loga” din Timișoara, iar apoi a urmat Facultatea de Medicină, absolvită în același oraș în anul 1962.
A practicat medicina generală în localitățile Cogealac, Jurilovca, Babadag, între 1962 și 1964. În această perioadă a fost concentrat la Marina Militară. Între 1964 și 1965 a făcut specializarea în medicina muncii la București, apoi a fost medic secundar la Medgidia și Constanța, între 1965 și 1969, medic de Medicina Muncii la Hunedoara, între 1969 și 1971, medic primar la Direcția de Sănătate Publică din Arad din 1971 până în 2002.
Debutul literar a avut loc în revista literară „Orizont”, Timișoara, nr. 10, 1968, cu proză, apoi, în anul 1973 publică volumul de debut Să arunci cu pietre în soare, povestiri, volum premiat la primul concurs de debut în volum al editurii. 
A fost colaborator la cele mai importante reviste literare din țară: „Orizont", „România Literară” „Luceafărul”, „Contemporanul”, „Viața Românească”, „Steaua”, „Tribuna”, „Cronica”, „Ateneu”, „Convorbiri literare”, „Variațiuni” (București, în limba slovacă) „Vatra”, „Apostrof” (Cluj), „Arca” (Arad), „Oglinzi paralele (Nădlac), „Familia” (Oradea). A fost redactor asociat la revista „Arca” și redactor extern la revista bilingvă româno-slovacă „Oglinzi paralele”.

## Premii literare
A fost distins de mai multe ori cu premii ale filialelor Uniunii Scriitorilor. 
Premiul Asociației Scriitorilor din Timișoara pentru romanul Tangaj, 1980. Premii ale Filialei Arad a Uniunii Scriitorilor: pentru volumele Oameni și lupi, biserici și tei (1995), Despre arta burlanieră (1997); premiul „Opera Omnia” pentru volumul antologic Calendar pe o sută de ani și pentru întreaga activitate literară. Premiul revistelor „Ateneu” și „Vatra” în 1982.

## Opera
- Să arunci cu pietre în soare, povestiri, Editura „Eminescu", 1973;
- Anotimp al ninsorilor albastre, roman, Editura „Eminescu", 1975;
- Semințele dimineții, roman, Editura Eminescu, col. Clepsidra, 1976;
- Ierni peste tei, roman, Editura „Eminescu", 1978;
- Tangaj, roman, 1980;
- Calendar pe o sută de ani, povestiri, Editura „Facla", Timișoara, 1982;
- Portocale pentru vinovați, roman, Editura „Eminescu", 1982;
- Moara de apă, povestiri, Editura „Facla", Timișoara, 1984;
- Strada, roman, Editura „Facla", Timișoara, 1987;
- La Trei Ape, povestiri, Editura „Eminescu", 1988;
- Oameni și lupi, biserici și tei, povestiri, Fundația Culturală „Ioan Slavici", Arad, 1995 (volum tradus în limba slovacă de către Ondrej Stefanko, L’udia a vlci, kostoly i lipi, Editura „Ivan Krasko", Nădlac, 1996);
- Despre arta burlanieră, povestiri, Editura „Viața arădeană", Arad, 1997;
- Mușchetarii Câmpiei de Vest, memorialistică și critică literară, Editura „Ivan Krasko", Nădlac, 2000;
- Calendar pe o sută de ani, antologie de proză scurtă, Editura „Mirador", 2000, Arad;
- Mușchetarii Câmpiei de Vest, cartea a doua, Editura „Ivan Krasko", Nădlac, 2003;
- Orele orașului, în colaborare, reportaje, Editura „Eminescu", 1978;
- Cartea Mureșului, în colaborare, Editura „Eminescu", 1986.

În „Neue Banater Zeitung" (Timișoara, 1980) a apărut romanul foileton Todesorangen tradus în limba germană de către Anton Palfi.
A tradus în colaborare cu scriitorul Ondrej Stefanko numeroase cărți din limba slovacă.